# جنگ آینده (فیلم ۱۹۹۷)
جنگ آینده (به انگلیسی: Future War) یک فیلم ویدئویی آمریکایی علمی تخیلی و اکشن، محصول ۱۹۹۷ به کاگردانی آنتونی دوبلین با بازی دنیل برنهارت است.

## داستان
در مورد یک برده انسانی فراری است که از دست اربابان سایبورگ خود فرار کرده و به دنبال پناهندگی روی زمین می‌باشد.

## بازیگران
- دنیل برنارد … فراری
- تراویس بروکسن استوارت … خواهر آنا
- رابرت زی‌دار … استاد سایبورگ
- مل نواک
- فارست جک اکرمن … قربانی پارک[۱]
- سوللی آسا … سایبورگ دومینیک[۲]